# 拉劳纳
拉劳纳（西班牙語：Larraona）是西班牙纳瓦拉的一个市镇。总面积8平方公里，总人口143人（2001年），人口密度18人/平方公里。